# Джеффрис, Джон
Джон Джеффрис (англ. John Jeffries; 5 февраля 1744 , Бостон (ныне штат Массачусетс, США) — 16 сентября 1819, там же) — американский врач, наиболее известен как пионер воздухоплавания. Участник первого в мире перелета на воздушном шаре через Ла-Манш (1785).

## Биография

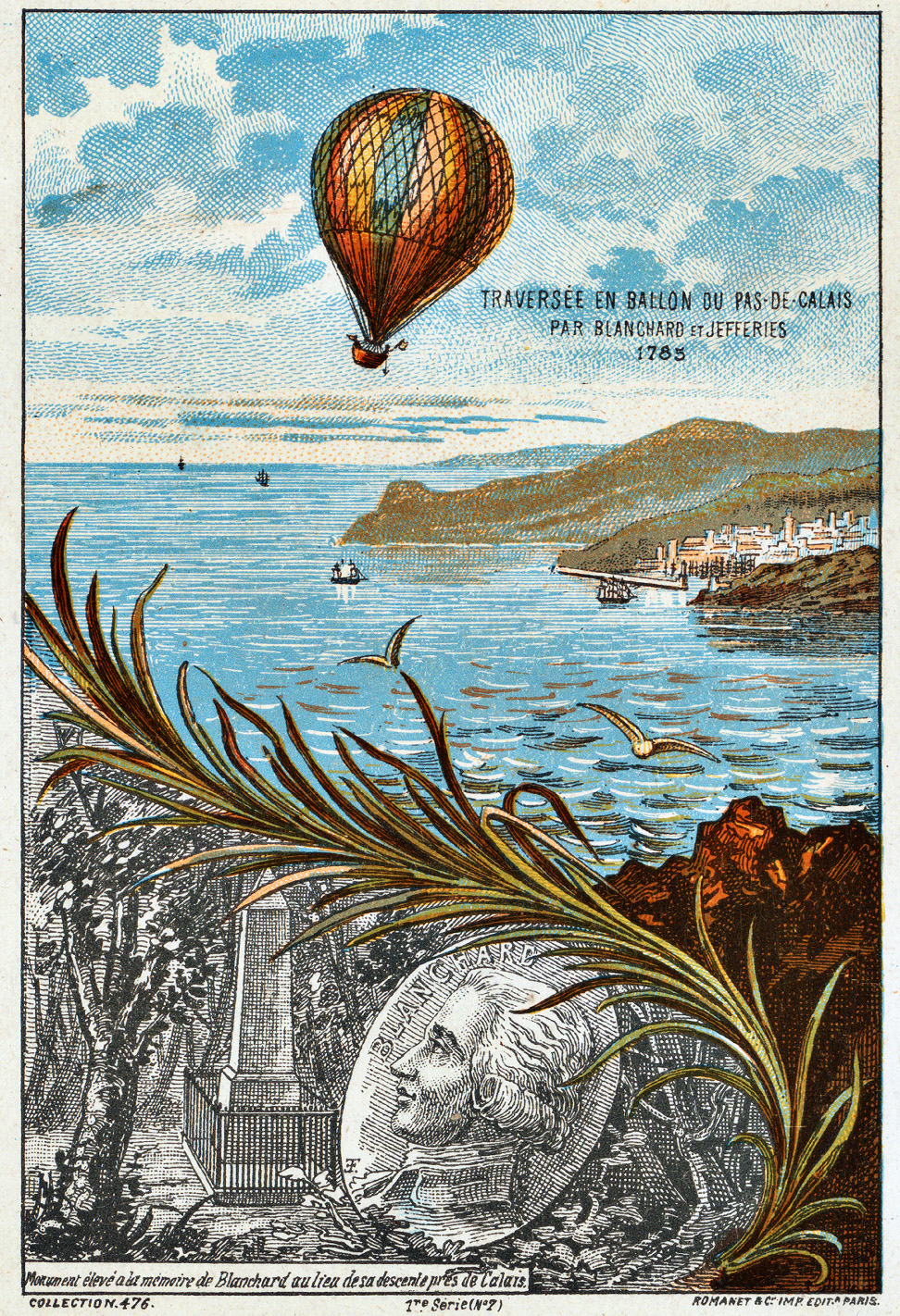
Перелет Бланшара и Джеффриса на воздушном шаре над Ла-Маншем

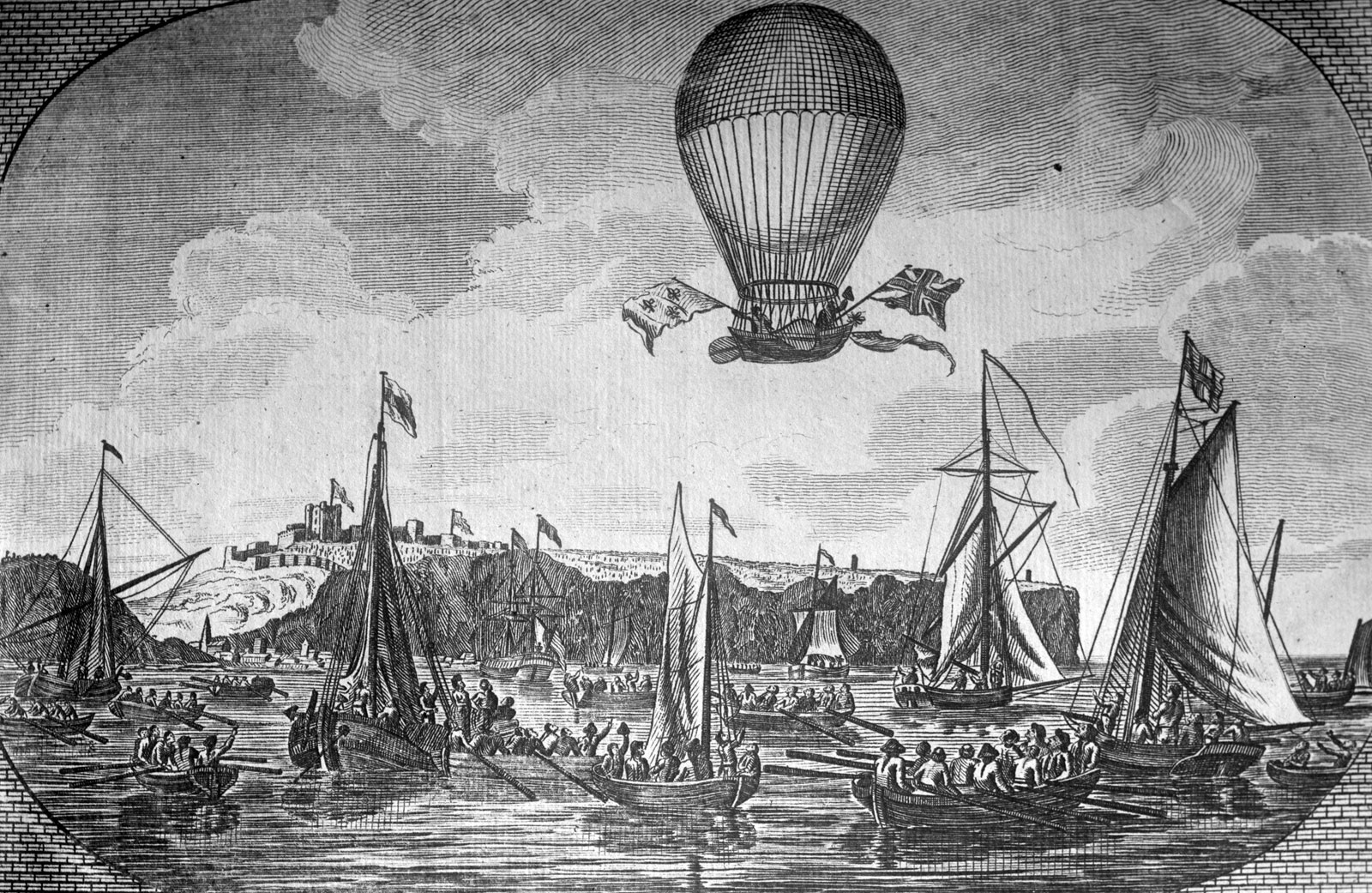
Перелет над Ла-Маншем

Родился в Бостоне в семье городского казначея. В 1763 окончил Гарвардский университет. В 1766 году получил степень магистра. После окончания университета отправился в Шотландию, в университетах Лондона и Абердина продолжал медицинское образование. в 1769 получил ученую степень в Абердинском университете (Шотландия).
В 1769 вернулся в Бостон, где занимался медицинской практикой и проводил научные исследования. В 1771 году нанялся помощником хирурга на корабль Королевского флота, пришвартованный в порту Бостона. Работал в этой должности до 1774 года.
Во время Американской революции в качестве военного хирурга британской армии служил в Новой Шотландии и Нью-Йорке. После войны работал врачом в Англии.
Тогда же заинтересовался возможностью изучения свойств атмосферы и ветров на разных высотах с помощью воздушных шаров.
30 ноября 1784 года вместе с французским изобретателем Жан-Пьером Бланшаром совершил непродолжительный полёт на заполненном водородом воздушном шаре из Лондона от Редариум-гарден к западу от Гросвенор-сквера до Ингресса в Кенте (максимальная высота подъёма была 2837 метров).
Затем с ним же участвовал в знаменитом перелёте из Англии во Францию, первом в мире перелете над Ла-Маншем, который продолжался 2½ часа. Полет состоялся 7 января 1785 года и проходил от Дуврского замка до Гина.
Джеффрис снабдил шары измерительными приборами, в числе которых были термометр, барометр, электрометр, гигрометр. Пробы воздуха, взятые на разных высотах при первом полете, исследовал английский ученый Г. Кавендиш.
В 1786 в Лондоне Джеффрис опубликовал «Повесть о двух воздушных путешествиях».
Летом 1789 года вернулся в Бостон, где первым в Новой Англии выступил с публичной лекцией по анатомии.

## Память
В Бостоне находится отель, названный в его честь: «John Jeffries House».